# Staig
Staig település Németországban, azon belül Baden-Württembergben. Lakosainak száma 3318 fő (2023. december 31.). Staig Schnürpflingen és Illerrieden községekkel határos.

## Népesség
A település népessége az elmúlt években az alábbi módon változott:
| Lakosok száma | 1593 | 2047 | 2329 | 2775 | 2744 | 2950 | 3186 | 3179 | 3086 | 3318 |
|               | 1961 | 1967 | 1974 | 1980 | 1987 | 1993 | 2000 | 2006 | 2013 | 2023 |